# 電撃スパイ作戦
『電撃スパイ作戦』（でんげきすぱいさくせん、原題：The Champions）は、イギリスのITVで1968年から1969年まで、30話が放送されたテレビドラマ。日本では1968年にフジテレビ系列で放送された。超能力を持つスパイの活躍を描く異色ドラマ。

## 概要
ジュネーヴに本部のある国際諜報機関ネメシスのエージェント、クレイグ・スターリング、シャロン・マクレディ、リチャード・バレットの3人は、中華人民共和国の細菌兵器開発阻止のため、チベットに潜入する。しかし、任務を完了して脱出する際、乗り込んだ飛行機が警備兵の銃撃を受け、ヒマラヤ山中に墜落してしまう。3人は、そこに住む未知の民族による治療を受け、超能力を持つ人間へと生まれ変わる。無事本部に帰還した3人は、上司のトレメイン部長にも秘密にした超能力を駆使しながら、さまざまな任務に挑んでいく。
小松左京のSF小説『エスパイ』のイギリス版とでもいったドラマであり、超能力を持つスパイを登場させたのは、1964年発表の『エスパイ』の方が先である。使用する超能力が、『エスパイ』の場合は先天的に備わっているが、「電撃スパイ作戦」では普通の人間が謎の民族から授けられたという違いがある。初め3人は、どんな能力が備わったのか、どうやったら使えるのかがよくわからず、試行錯誤しなければならなかった。超能力といっても、テレポーテーションやサイコキネシスは使えず、常人を超えた五感や身体能力と、テレパシーが主だった。そのテレパシーも、（視聴者に分かるよう演出したためだが）声に出して喋らないと通じないという独特なもので、精神感応というよりは遠隔会話とでもいうべき能力だった。毎回、プロローグの後、第1パートの冒頭で、3人が持つ超能力を（秘密のはずなのに）日常生活の中でさりげなく見せるシーン（例えばクレイグとリチャードがゴルフでホールインワン競争をするなど）が流された。
ストーリーは、毎回世界各国で起こる陰謀や事件に対して、命令を受けた3名が活動する様子を描く。しかし、そのスケールの割には、雪山や砂漠のシーンなどを含め、ほとんどがセット撮影で済まされている。日本では、人気の出た「スパイ大作戦」の後番組的位置づけで放送されたが、同じスパイものとはいえ、あまりの異色ぶりに視聴者がついていけず、視聴率は低迷した。このため、放送終了後、同放送枠でつなぎ番組として「夜のヒットスタジオ」をスタートさせたところ、思わぬヒットのため長寿番組になってしまったという。

## キャスト
- クレイグ・スターリング ： スチュアート・ダモン（声： 中田浩二）
- シャロン・マクレディ ： アレクサンドラ・バステドー（声 ： 池田昌子）
- リチャード・バレット ： ウィリアム・ゴーント（声： 羽佐間道夫）
- W.L.トレメイン部長 ： アンソニー・ニコルス（声： 久松保夫）
- 日本語版ナレーター :　矢島正明

## スタッフ
- スクリプト・スーパーバイザー ： デニス・スプーナー
- 制作 ： モンティ・バーマン

## 放送リスト
| 日No. | 邦題                 | 英No. | 原題                  |
| 1     | 超能力               | 1     | The Beginning         |
| 2     | 水中ミサイル発射     | 14    | The Search            |
| 3     | ロケット・ジャングル | 11    | The Dark Island       |
| 4     | 鉄人                 | 9     | The Iron Man          |
| 5     | 暗殺組織             | 12    | The Fanatics          |
| 6     | スーパー・ヒューマン | 4     | The Experiment        |
| 7     | 極秘隠密作戦         | 26    | Full Circle           |
| 8     | 氷原の核爆発         | 6     | Operation Deep-Freeze |
| 9     | 偽装自殺事件         | 17    | A Case of Lemmings    |
| 10    | 不死の墓場           | 21    | The Body Snatchers    |
| 11    | 計画…0               | 24    | Project Zero          |
| 12    | リモコン人間         | 2     | The Invisible Man     |
| 13    | 幽霊マッハ5          | 10    | The Ghost Plane       |
| 14    | テロの邪神           | 16    | Shadow of the Panther |
| 15    | 脱出したい！         | 22    | Get Me Out of Here    |
| 16    | ガン・ランナー       | 29    | The Gun Runners       |
| 17    | 幻の原爆一号         | 28    | The Final Countdown   |
| 18    | 極秘突破命令         | 27    | The Nutcracker        |
| 19    | 夜の魔女地帯         | 23    | The Night People      |
| 20    | コバルト・ゾーン     | 25    | Desert Journey        |
| 21    | スパイのキスは甘い   | 15    | The Gilded Cage       |
| 22    | 殺人システム         | 30    | Autokill              |
| 23    | ナチ親衛隊           | 7     | The Survivors         |
| 24    | 爆破計画666          | 3     | Reply Box No.666      |
| 25    | 戦慄の島             | 20    | The Silent Enemy      |
| 26    | 国際蒸発ルート       | 19    | The Mission           |
| 27    | 12時間               | 13    | Twelve Hours          |
| 28    | ハプニング           | 5     | Happening             |
| 29    | 疑われた超能力       | 18    | The Interrogation     |
| 30    | 白い罠におちろ！     | 8     | To trap a Rat         |